# Mistrzostwa Świata w Lekkoatletyce 1987 – bieg na 3000 m z przeszkodami mężczyzn

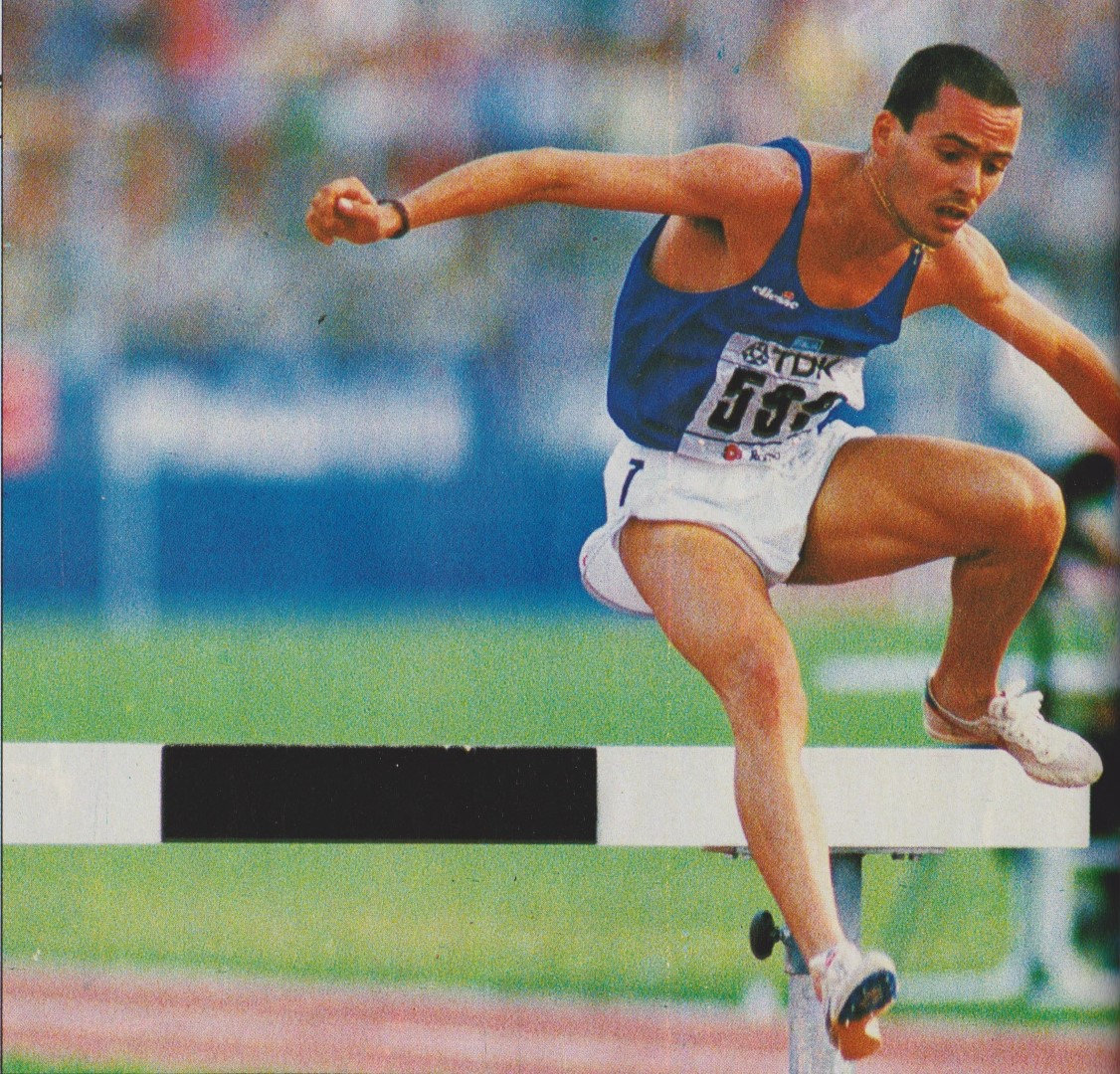
Mistrz świata Francesco Panetta

Bieg na 3000 metrów z przeszkodami mężczyzn – jedna z konkurencji biegowych rozgrywanych podczas lekkoatletycznych mistrzostw świata w 1987 na Stadionie Olimpijskim w Rzymie.
Zwycięzcą został Francesco Panetta z Włoch, który tydzień wcześniej zdobył srebrny medal w biegu na 10 00 metrów. Tytułu zdobytego na poprzednich mistrzostwach nie obronił Patriz Ilg z Republiki Federalnej Niemiec, który tym razem zajął 12. miejsce w finale.

## Terminarz
| Data       |            |
| ---------- | ---------- |
| 3 września | Eliminacje |
| 5 września | Finał      |

## Rekordy
|                          | Zawodnik   | Wynik   | Miejsce  | Data                  |
| ------------------------ | ---------- | ------- | -------- | --------------------- |
| Rekord świata            | Henry Rono | 8:05,4  | Seattle  | 13 maja 1978(dts)     |
| Rekord mistrzostw świata | Patriz Ilg | 8:15,06 | Helsinki | 12 sierpnia 1983(dts) |

## Wyniki

### Eliminacje
Rozegrano 3 biegi eliminacyjne. Z każdego biegu czterech najlepszych zawodników automatycznie awansowało do finału (Q). Skład finalistów uzupełniło trzech najszybszych biegaczy spoza pierwszej czwórki z wszystkih biegów eliminacyjnych (q).

#### Bieg 1
| Poz. | Imię i nazwisko   | Narodowość        | Wynik   | Uwagi |
| ---- | ----------------- | ----------------- | ------- | ----- |
| 1    | Francesco Panetta | Włochy            | 8:16,08 | Q     |
| 2    | Raymond Pannier   | Francja           | 8:16,93 | Q     |
| 3    | William Van Dijck | Belgia            | 8:19,19 | Q     |
| 4    | Patrick Sang      | Kenia             | 8:22,26 | Q     |
| 5    | Eddie Wedderburn  | Wielka Brytania   | 8:24,09 |       |
| 6    | Adauto Domingues  | Brazylia          | 8:26,67 |       |
| 7    | Béla Vágó         | Węgry             | 8:22,27 |       |
| 8    | Francisco Sánchez | Hiszpania         | 8:34,29 |       |
| 9    | Michael Heist     | RFN               | 8:38,80 |       |
| 10   | Brian Abshire     | Stany Zjednoczone | 8:39,97 |       |
| 11   | Liam O’Brien      | Irlandia          | 8:40,88 |       |
| 12   | Herman Hofstee    | Holandia          | 8:44,04 |       |
| 13   | Emilio Ulloa      | Chile             | 8:44,51 |       |

#### Bieg 2
| Poz. | Imię i nazwisko         | Narodowość        | Wynik   | Uwagi |
| ---- | ----------------------- | ----------------- | ------- | ----- |
| 1    | Joshua Kipkemboi        | Kenia             | 8:20,75 | Q     |
| 2    | Hagen Melzer            | NRD               | 8:21,07 | Q     |
| 3    | Alessandro Lambruschini | Włochy            | 8:21,21 | Q     |
| 4    | Brian Diemer            | Stany Zjednoczone | 8:21,32 | Q     |
| 5    | Féthi Baccouche         | Tunezja           | 8:22,75 |       |
| 6    | Bogusław Mamiński       | Polska            | 8:24,32 |       |
| 7    | Tommy Ekblom            | Finlandia         | 8:24,66 |       |
| 8    | Ricardo Vera            | Urugwaj           | 8:36,80 |       |
| 9    | Colin Reitz             | Wielka Brytania   | 8:40,55 |       |
| 10   | Shigeyuki Aikyo         | Japonia           | 8:41,41 |       |
| 11   | Espen Borge             | Norwegia          | 8:47,34 |       |
| 12   | Ramón López             | Paragwaj          | 9:10,29 |       |
| –    | Flemming Jensen         | Dania             | DNF     |       |

#### Bieg 3
| Poz. | Imię i nazwisko    | Narodowość        | Wynik   | Uwagi |
| ---- | ------------------ | ----------------- | ------- | ----- |
| 1    | Patriz Ilg         | RFN               | 8:18,73 | Q     |
| 2    | Graeme Fell        | Kanada            | 8:18,47 | Q     |
| 3    | Peter Koech        | Kenia             | 8:19,28 | Q     |
| 4    | José Regalo        | Portugalia        | 8:20,70 | Q     |
| 5    | Henry Marsh        | Stany Zjednoczone | 8:20,98 | q     |
| 6    | Roger Hackney      | Wielka Brytania   | 8:21,35 | q     |
| 7    | Franco Boffi       | Włochy            | 8:23,61 | q     |
| 8    | Bruno Le Stum      | Francja           | 8:23,61 |       |
| 9    | Walerij Wandjak    | ZSRR              | 8:30,43 |       |
| 10   | Hans Koeleman      | Holandia          | 8:41,80 |       |
| 11   | Domingo Ramón      | Hiszpania         | 8:46,23 |       |
| –    | Mirosław Żerkowski | Polska            | DNF     |       |

### Finał
| Poz. | Imię i nazwisko         | Narodowość        | Wynik   | Uwagi |
| ---- | ----------------------- | ----------------- | ------- | ----- |
| 1    | Francesco Panetta       | Włochy            | 8:08,57 | ,     |
| 2    | Hagen Melzer            | NRD               | 8:10,32 | [ 3 ] |
| 3    | William Van Dijck       | Belgia            | 8:12,18 |       |
| 4    | Brian Diemer            | Stany Zjednoczone | 8:14,46 |       |
| 5    | Graeme Fell             | Kanada            | 8:16,46 |       |
| 6    | Henry Marsh             | Stany Zjednoczone | 8:17,78 |       |
| 7    | Peter Koech             | Kenia             | 8:20,08 |       |
| 8    | Patrick Sang            | Kenia             | 8:20,45 |       |
| 9    | Alessandro Lambruschini | Włochy            | 8:24,25 |       |
| 10   | Raymond Pannier         | Francja           | 8:26,50 |       |
| 11   | José Regalo             | Portugalia        | 8:27,64 |       |
| 12   | Patriz Ilg              | RFN               | 8:38,46 |       |
| 13   | Franco Boffi            | Włochy            | 8:43,60 |       |
| 14   | Roger Hackney           | Wielka Brytania   | 8:48,86 |       |
| –    | Joshua Kipkemboi        | Kenia             | DNF     |       |